# ولورین و مردان ایکس (مجموعه تلویزیونی)
ولورین و مردان ایکس (انگلیسی: Wolverine and the X-Men) مجموعه تلویزیونی انیمیشنی آمریکاییی محصول مارول انیمیشن است که در سال ۲۰۰۹ منتشر شد.